# Zamorskie diabły
Zamorskie diabły – pejorastywna nazwa, jaką Chińczycy stosowali w odniesieniu do cudzoziemców, robiących w Chinach nielegalne interesy od XVI do XX wieku.

## Źródła
1. ↑  Aleksander Posern-Zieliński, Tolerancja i jej granice w relacjach międzykulturowych, Wydawn. Poznańskie, 2004, s. 213, ISBN 978-83-7177-277-1 [dostęp 2021-03-04] (pol.).